# Гразање-Акве-Бондал (Леко)
Гразање-Акве-Бондал је насеље у Италији у округу Леко, региону Ломбардија.
Према процени из 2011. у насељу је живело 32 становника. Насеље се налази на надморској висини од 485 м.